# Panorpa consuetudinis
Panorpa consuetudinis is een insect uit de orde van de schorpioenvliegen (Mecoptera), familie van de schorpioenvliegen (Panorpidae). De wetenschappelijke naam van de soort is voor het eerst geldig gepubliceerd door Snodgrass in 1927.
De soort komt voor in de Verenigde Staten.